# Desseling
Desseling é uma comuna francesa na região administrativa de Grande Leste, no departamento de Mosela. Estende-se por uma área de 5,05 km². Em 2010 a comuna tinha 102 habitantes (densidade: 20,2 hab./km²).